# أليخاندرو فرنانديز (مغني)
اليخاندرو فرنانديز (بالإسبانية: Alejandro Fernández)‏ (و. 1971 – م) هو مغني، وممثل، من المكسيك، ولد في غوادالاخارا.

## وصلات خارجية
- اليخاندرو فرنانديز على موقع IMDb (الإنجليزية)
- اليخاندرو فرنانديز على موقع ميوزك برينز (الإنجليزية)
- اليخاندرو فرنانديز على موقع أول ميوزيك (الإنجليزية)
- اليخاندرو فرنانديز على موقع ديسكوغز (الإنجليزية)
- اليخاندرو فرنانديز على موقع قاعدة بيانات الفيلم (الإنجليزية)